# Sangoan
Das mitunter auch als Epi-Acheuléen bezeichnete Sangoan (früher auch Tumbian) ist eine Variante des Jungacheuléen in Zentral-, Süd- und Ostafrika mit eher geringeren eindeutigen Spuren in Westafrika. Es hat sich vermutlich aus älteren Acheuléen-Typen entwickelt und wurde früher häufig als „Intermediär-Komplex“ zwischen ausgehendem Alt- und beginnendem Mittelpaläolithikum mit dem Zentrum im Kongobecken angesehen, wo die Sangoan-Funde die frühesten Spuren des Menschen überhaupt darstellen. Das Intermediate-Konzept ist inzwischen allerdings verlassen. Benannt ist der inzwischen allerdings strittige und in der Datierung der Anfänge weit bis auf 400.000 BP zurück verlegte Technokomplex nach dem Fundort Sango Bay an der Westküste des Victoria-Sees in Uganda, wo er 1920 erstmals entdeckt wurde. (Zur Fachterminologie mit den Unterscheidungen Komplex, Industrie und Inventar siehe Urgeschichtliche Terminologie und Systematik.)

## Periodisierung und Träger
Periodisierung: Das Sangoan, das auch die mitunter nach einer Fundstelle in Simbabwe als „Charaman“ bezeichneten Inventare umfasst, ist im europäischen Sinne zeitlich ungefähr mittelpaläolithisch und entspricht technologisch in etwa dem dortigen Moustérien, allerdings mit massiven Zügen des altpaläolithischen (Early Stone Age) Spätacheuléen, zu dem es mitunter ebenfalls gestellt wird. Es reicht im tropischen Zentralafrika bis an den Beginn des Epipaläolithikums mit den Technokomplexen vom Typ des Lupemban, mit dem es sich bereits ab etwa 250.000 BP vermischt bzw. überlagert – eine Lupemban-Fundstelle in Zentral-Sambia wurde auf 250.000/170.000 BP datiert – und des darauf folgenden Tschitolian.

Sangoan und Fauresmith-Industrie wurden früher auch als First Intermediate, also als Zwischenphase zwischen Early und Middle Stone Age zusammengefasst. (Das „Second Intermediate“ bezeichnete dabei die Zwischenphase zwischen Middle und Later Stone Age). Man versuchte so, die Fundkomplexe südlich der Sahara zu charakterisieren, die als Zwischenphasen ungefähr mit dem ausgehenden Altpaläolithikum und dem Mittelpaläolithikum Nordafrikas, Vorderasiens und Europas parallelisiert werden können, während das nachfolgende Later Stone Age ungefähr dem zirkummediterranen Jungpaläolithikum entspricht. Die Bezeichnung wurde inzwischen auch aufgrund der immer stärker sichtbaren Heterogenität der Fundkomplexe weitgehend verlassen, zumal man beim Sangoan wie beim Fauresmith nicht mehr von einer eigentlichen Faustkeil-Industrie sprechen kann, da zeitlichgleich auch benachbarte Nicht-Acheuléen-Inventare, teilweise noch vergesellschaftet mit Acheulén-Typen, vorkommen und es vor allem beim Sangoan problematisch ist, eine ganze, Jahrhunderttausende lange Periode anhand nur eines einzigen Gerätetyps zu definieren. Zudem fehlen bisher einmal abgesehen von der allmählichen Verkleinerung der Faustkeile, konkrete Übergangsformen zwischen dem Acheuléen und dem Middle Stone Age bzw. Sangoan. Allerdings scheint es eine sehr lange (bis zu 150.000 Jahre) Übergangsphase gegeben zu haben, in der sich beide Industrien vermischten und partiell und regional überlagerten, so dass Early und Middle Stone Age wesentlich unschärfer zu trennen sind als bisher angenommen. Ähnliches gilt aber auch für den Übergang zum Later Stone Age im subsaharischen Afrika.
Die Träger waren Jäger und Sammler, die, nach ihrem Werkzeugbestand zu urteilen, offenbar vorwiegend in Wäldern oder deren Randzonen lebten. Bevor man die wesentlich früher reichenden Datierungen kannte, wurde der Anfang des Sangoan mit dem Beginn des letzten Interglazials angesetzt, der europäischen Eem-Warmzeit vor 130.000 BP. Allerdings wird eine zu enge Verbindung von Klimaänderungen mit steinzeitlichen Kulturphänomenen insbesondere im subsaharischen Bereich inzwischen allgemein kritischer gesehen, zumal die einzelnen Komplexe, vor allem Acheuléen und Sangoan, nicht so scharf zu trennen sind, wie eine solche Interpretation das verlangen würde und die Auswirkungen der europäischen Kalt- und Warmzeiten auf den äquatorialen Bereich schon wegen des Pluvialproblems und der lokal sehr unterschiedlichen geografischen, topografischen, geologischen etc. Gegebenheiten umstritten sind.

Auch die Frage der Träger ist wegen des sehr heterogenen paläoanthropologischen Bildes für diese frühe Periode nur bedingt beantwortbar. Die Werkzeuge von Broken Hill (heute Kabwe) etwa werden mit Schädelfragmente von Lake Easy und dortigen evtl. dem Sangoan zuzuordnenden Werkzeugfunden in Levalloistechnik assoziiert und lassen vermuten, dass es sich dabei zumindest in der frühen und mittleren Periode um eine dem Homo heidelbergensis ähnliche Form oder um Homo rhodesiensis gehandelt haben könnte, einer vermuteten Intermediärform zwischen Neandertaler und archaischem Homo sapiens, die damals im subsaharischen Afrika weit verbreitet gewesen sein soll. Hauptfundstelle ist Kabwe (früher Broken Hill), in deren Nähe auch Werkzeuginventare gefunden wurden, die dem Sangoan zuzuordnen sind, und deren Altersbestimmung mit Hilfe der Aminosäuredatierung 110.000 BP ergab. Die anthropogenetische Beurteilung ist jedoch wegen der vor allem in den heutigen Regenwaldgebieten gegebenen schlechten, auf meist sauren Böden beruhenden Erhaltungsbedingungen, die Hominidenfunde praktisch ausschließen, äußerst schwierig.

## Verbreitung, Datierung und Werkzeuginventar
Verbreitung: Die mit der Fauresmith-Industrie Südafrikas ab ca. 200.000 BP etwa zeitgleiche Sangoan-Industrie, die in Südafrika kaum belegt ist, erstreckte sich ungefähr vom heutigen Botswana bis nach Äthiopien und schließt den Sudan und Westafrika mit ein, dort vor allem an den großen Flussläufen in Kamerun und Nigeria sowie an den Küsten und in Ghana, deren Inventare allerdings formale Unterschiede zu den weiter östlichen aufweisen. Weitere Fundorte gibt es in den heutigen Gebieten von Uganda, Angola, Demokratische Republik Kongo (bis 1997 Zaire), Kenia und Sambia. Neben der bedeutendsten an den Kalambo-Fällen fanden sich wichtige Sangoan-Inventare im Kagera-Tal westlich des Victoria-Sees, allerdings beeinträchtigt durch ihre nicht primäre Lage im Flussschotter und damit nicht so eindeutig wie die an den Kalambo-Fällen. Überhaupt gibt es bisher in Ostafrika nur wenige Sangoan-Stellen in ungestörter Lage, also in situ. Ähnliche Komplexe finden sich auch in Simbabwe und Südafrika. Eine Ausnahme bildet hier Muguruk im westlichen Kenia, wo ein Inventar in fast ungestörter, allerdings paläozoologisch nicht datierbarer Lage entdeckt wurde, das auch Sangoan-Typen enthält.

Von der Fauresmith-Industrie unterscheidet sich das Sangoan allerdings zumindest in Teilen durch sein eher für Waldbewohner typisches Inventar mit großen, schweren Geräten vermutlich zur Holzbearbeitung,(Gebrauchsspurenanalyse) während die Fauresmith-Industrie eher für Menschen charakteristisch ist, die in Savannen leben, so dass man von zwei verschiedenen Bevölkerungsgruppen ausgeht. Allerdings gilt aufgrund pollenanalytischer Befunde auch, dass die Habitate wenigstens zeitweise auch in Bereichen gelegen haben müssen mit Niederschlägen von unter 1000 mm pro Jahr, wie sie für Baum- und Feuchtsavannen sowie Galeriewälder typisch sind, die während der Würm-Eiszeit die Regenwälder der vorangegangenen Eem-Warmzeit möglicherweise verdrängt hatten. In der Kalahari, die ähnlich der Sahara zumindest zeitweise wesentlich bessere Lebensbedingungen bot als heute, sind außerdem viele ähnliche Steinwerkzeuge entdeckt worden, die zumindest so früh wie die Sangoan-Kultur datiert werden können. Das Sangoan des heutigen westafrikanischen Regenwaldes ist zudem nur schwach belegt und findet sich als Komplex Sangoan-Lupemban vor allem äquatorial entlang der Flussläufe.

Ob das Sangoan (wie auch das Fauresmith und das spätere Lupemban und Tschitolian) eine Reaktion auf die Umweltbedingungen der tropischen Regenwaldregion und ihrer späteren semiariden Veränderungen zu Savannenlandschaften gewesen ist, bleibt unklar und wird wegen der unsicheren Fundlage und Datierung gelegentlich bezweifelt, zumal die Veränderungen des äquatorialen Regenwaldes erst für die letzten 20.000 Jahre gut dokumentiert sind. Man nimmt aber an, dass selbst die dichtesten Wälder gelegentlich von Menschen aufgesucht wurden. Das Sangoan entwickelte sich zwar nach den neuesten Datierungen bereits wesentlich früher und überdeckte dabei in seiner Acheuléen-Übergangsphase mehrere Warm- und Kaltzeiten Europas bzw. deren potentielle subsaharische Auswirkungen, mündete dann jedoch in seinen konkretesten Ausprägungen um 130.000 BP im oberen Pleistozän in die potentiell durch die europäische Eem-Warmzeit bewirkten Klimaänderungen und bestand etwa im Kongo-Bassin bis nach Einführung des Neolithikums dort fort.

Insgesamt sollte man jedoch schon aufgrund der gewaltigen Größe des Gebietes und seiner sehr uneinheitlichen topographischen und landschaftlichen Bedingungen (Hochländer, Flusstäler, Regenwald, Savannen, Küsten) durchgehend keinen allzu direkten Zusammenhang zwischen diesen und der Artefaktmorphologie annehmen und eher von bestimmten, jeweils landschaftstypischen Charakteristiken einzelner Gerätegruppen ausgehen wie die schweren Geräte des Sangoan, von denen man annimmt, dass sie eher für die Holzbearbeitung gedacht waren, die jedoch nur einen Teil des Technokomplexes repräsentieren, der zudem mittelpaläolithisch kaum bzw. nicht überall vorkommt, indes das übrige Inventar auch noch andere, leichtere Werkzeuge umfasst.
Datierung: Wie im Bereich der Fauresmith-Industrie sind auch in den Tälern des Vaal und Sambesi (besonders in der Gegend der Victoria-Fälle) eine Anzahl von Fundstellen bekannt, wo Geräte des Sangoan-Typs an jüngere Flussterrassen gebunden sind als Fundkomplexe mit altpaläolithischen Charakteristiken. Allerdings wird die Datierung durch das Fehlen assoziierter Faunenfunde stark erschwert; zudem handelt es sich wie in der Bambata- und Pomongwe-Höhle des Matopo-Gebirges meist um sehr kleine Komplexe, die allerdings ein Alter von bis zu 250.000 Jahren haben. An den Kalambo-Fällen, wo das Sangoan um etwa 200.000 BP als Terminus post quem einsetzt, lag eine Sangoan-Schicht, die hier so genannte Chipeta-Industrie, über der jüngsten aus einer Reihe von Schichten aus dem Jungacheuléen und scheint daher mit 46.000 bis BP 37.500 BP zu jung. Doch gibt es auch anderswo jüngere Inventare mit allerdings unsicherer Datierung, etwa in Simbabwe. Man nimmt dabei den Übergang vom Sangoan als Epi-Acheuléen zum nicht mehr zum Acheuléen gehörigen Lupemban für ca. 50.000 BP oder früher an. (Allerdings gibt es bei Mumbwa in Sambia und anderen Stellen Inventare mit Lupemban-Zügen, die möglicherweise zwischen 250.000 und 170.000 Jahre alt sein könnten.) Inzwischen betrachtet man daher vor allem im Kongo-Bereich das Sangoan weniger als unabhängige Kulturstufe denn als Übergangsform eines Acheuléen-Sangoan-Lupemban-Komplexes, die nicht unbedingt eine eigenständige Kulturform repräsentieren muss und mitunter auch als frühes Lupemban apostrophiert wird. Mit Hilfe der Aminosäuredatierung wurden hier 0,19 Mio. Jahre BP ermittelt. Ein Vorkommen in Rooidam bei Kimberley erbrachte eine Uran-Thorium-Datierung von ca. 115.000 Jahren BP.

Nach neuesten Befunden müssen damit die Datierungen des beginnenden Sangoan wesentlich zurück in das Endacheuléen hinein verlegt werden, nach Phillipson bis auf 400.000 BP, die des Lupemban auf ca. 250.000. Sie sind zudem bei weitem nicht so einheitlich, wie bisher angenommen.
Werkzeuginventar: An Steingeräten finden sich insbesondere Kerngeräte, die für schwerere Aufgaben eingesetzt werden konnten: dreikantige Picken (Pics) bzw. Hacken, also spitze, schwere, hackenförmige Kernbeile oder Trieder, deren Spitzenpartie dreikantig retuschiert ist. Die schweren Kerngeräte, die je nach Habitat durchgehend im Sangoan vorhanden sind, finden sich vor allem in Flusstälern und stärker bewaldeten Gegenden, während leichtere Werkzeuge vor allem im offeneren Gelände dominieren, etwa am Sambesi und Limpopo. Letztere wurden auch der sog. Charaman-Industrie zugeordnet, die ihren Namen nach einer offenen Fundstelle in Nordwest-Simbabwe erhielt. Beide werden inzwischen jedoch als Kontinuum betrachtet, das sich am Ende des Acheuléen zu bilden begann. An kleineren und ihrer Datierung nach älteren Inventaren gibt es blattspitzenartige Geräte, wie sie so ähnlich auch für Europa belegt sind. Auch sind die allerdings nun offenbar kleiner werdenden klassischen Faustkeile vorhanden, die teilweise micoquienähnliche Formen aufweisen, ebenso Spalter und andere Abschlaggeräte wie zum Beispiel Messer und Seitenschaber, viele längliche, zweiseitig bearbeitete Spitzen, die möglicherweise als Lanzen- oder Speerspitzen dienten sowie große, flache Geräte, vermutlich vorwiegend zur Holzbearbeitung. Ein besonderes, auch für die spätere Fauresmith-Industrie typisches Kennzeichen ist das Auftreten von aus Abschlägen entwickelten Klingen, die nun doppelt so lang wie breit sind.

## Der Acheuléen/Sangoan-Lupemban-Tschitolian-Komplex
John Desmond Clark identifizierte in seiner zusammen mit John Donnelly Fage herausgegebenen „Cambridge History of Africa“ zwei Komplexe des Early/Middle und Late Stone Age: ein Sangoan-Lupemban und ein Lupembo-Tschitolian. Das sich mit dem Endacheuléen in der Anfangsphase überlagernde und aus diesem teilweise hervorgegangene bzw. assoziierte Sangoan bildet dabei im subsaharischen Afrika zusammen mit dem etwas später einsetzenden Lupemban und dem daran anschließenden Tschitolian eine allerdings lose und bei weitem nicht überall vorhandene mittel- und jungpaläolithische Kultursequenz Acheuléen/Sangoan – Lupemban – Tschitolian, in die allerdings zahlreiche, oft nur kleine Technokomplexe eingelagert sind, die als teils nur lokale bzw. regionale (vor allem in Südafrika) oder mehr oder weniger enge Varianten imponieren. Beispiele sind Fauresmith, Elandsfontein, Magosian, Stillbay, Sterkfontein, Smithfield, Wilton, Pietersburg, Nachikufan etc. Sowohl Acheuléen/Sangoan und Lupemban wie auch Lupemban und Tschitolian überlagern sich dabei teilweise bzw. gehen ineinander über und ergeben so zwei ineinander greifende Komplexe, die sich regional zum Gesamtkomplex Acheuléen/Sangoan-Lupemban-Tschitolian zusammenfügen lassen, ohne dass daraus allerdings eine konsequente kulturelle Entwicklung im engeren Sinne abzuleiten wäre, vielmehr ein Mosaik aus interregionalen Varianten entsteht. Diese etwa ab 400.000/250.000 BP noch im ausklingenden Early Stone Age und frühen afrikanischen Mittelpaläolithikum (Middle Stone Age) einsetzende und in einigen afrikanischen Ethnien mit dem Tschitolian-Repertoire bis ins 19. nachchristliche Jahrhundert währende Kulturabfolge wurde möglicherweise durch subsaharische Umweltveränderungen im Gefolge der europäischen Kalt- und Warmzeiten ab 400.000 BP, insbesondere der Eem-Warmzeit, der Würm-Kaltzeit und dem sich daran anschließenden Holozän mit geprägt. In der letzten Tschitolian-Phase mündet diese Sequenz dann in das partiell und regional sich entwickelnden Neolithikum und/oder in die häufig ohne vorhergehendes Neolithikum und fast stets ohne Bronzezeit auftretenden Eisenzeit.

Legt man dieses klimatische Konzept zugrunde, dann entstanden davon abhängig jeweils neue Werkzeuggruppen, die den entsprechenden Umweltveränderungen zwischen tropischem Wald und offener Savanne Rechnung getragen haben könnten, auch wenn hier eine Parallelität verschiedener Trägergruppen in unterschiedlichen Habitaten möglich scheint, sogar eine saisonal geprägte Varianz derselben Träger etwa für die Jagd im Tal oder auf dem Plateau.

Die früheste Phase der Gesamtentwicklung reicht noch bis ins Epipaläolithikum zurück und zeigt Formen wie Faustkeile, die für das Acheuléen des Lower Paleolithic typisch sind. Kern dieses Komplexes waren Zentral- und Ostafrika (mit der Hauptfundstätte an den Kalambo-Fällen, südöstlich des Tanganjika-Sees), doch reichen Ausläufer bis weit nach Südafrika hinein, während sich Westafrika nur schwächere und weniger durch Großgeräte bestimmte Spuren nachweisen lassen, ebenso wie im Kern des Kongobeckens aufgrund der schlechten Erhaltungsbedingungen und der Tatsache, dass dort permanent Regenwaldbedingungen vorgeherrscht haben dürften, so dass dieser Bereich erst sehr spät neolithisch und vor allem entlang der Flussläufe dauerhaft besiedelt wurden, wie das Fehlen lithischer Befunde und das Auftreten von Keramik dort vermuten lässt.

Als Träger der Sangoan und Fauresmith sowie evtl. noch der frühen Lupemban-Phase kommen Homo rhodesiensis und Homo erectus oder ihre Varianten in Frage, deren Beziehungen allerdings noch weitgehend ungeklärt sind, und denen schließlich Homo sapiens folgte. Die Zusammenhänge mit den heute dort lebenden Ethnien der allerdings erst im Holozän dort eingewanderten Bantuvölker, der sehr viel älteren Pygmäen, Buschmänner bzw. San und Khoikhoi (Hottentotten) sind bis jetzt unklar.